# The Lakes (canção)
"The Lakes" (estilizado em letras minúsculas) é uma canção da cantora e compositora estadunidense Taylor Swift, presente como faixa bônus nas edições físicas de seu oitavo álbum de estúdio Folklore (2020) e posteriormente incluída na edição deluxe digital do projeto. Escrita e produzida por Swift e Jack Antonoff, "The Lakes" é uma balada indie com guitarras e cordas acústicas, com temas de introspecção e escapismo que refletem sobre a semi-aposentadoria de Swift em Windermere, o maior lago natural da Inglaterra.
Uma versão orquestral de "The Lakes", que é a demo original, foi lançada como single promocional através da Republic Records em 24 de julho de 2021, para comemorar o primeiro aniversário de Folklore. Singles físicos de sete polegadas de "The Lakes" foram comercializados exclusivamente em lojas de disco independentes, como parte dos lançamentos limitadas da Record Store Day de 2022.
Após o lançamento, "The Lakes" recebeu aclamação universal dos críticos musicais, com elogios por suas letras poéticas e sofisticadas e instrumentais melancólicos; muitos a consideraram um destaque no Folklore e uma das melhores canções da discografia de Swift. A música estreou no top dez das tabelas Canadian Digital Song Sales e US Digital Song Sales; em outros lugares, alcançou a 21ª posição na Escócia e no gráfico UK Singles Downloads, bem como a 27ª posição na Hungria.

## Lançamento
Inicialmente, "The Lakes" foi apresentada exclusivamente como faixa bônus nas edições físicas deluxe do Folklore, lançadas em 7 de agosto de 2020. A canção foi disponibilizada em plataformas digitais e de streaming em 18 de agosto de 2020 como um single promocional, junto com um vídeo com letra publicado no canal de Swift no YouTube.

## Composição e letra
"The Lakes" é uma balada indie melodramática midtempo impulsionada por violão e orquestração exuberante carregada de cordas. A letra poética mostra Swift em introspecção em sua semi-aposentadoria em Windermere, o maior lago da Inglaterra, localizado no Lake District do país. Swift fantasia uma rosa vermelha crescendo na tundra "sem ninguém por perto para twittar", indicando a ideia de Swift de uma utopia livre de mídia social, rixas e ambientes urbanos, ficando longe de seus críticos e detratores, e encontram consolo na selva como os Poetas do Lago encontraram. As letras exalam um tom depressivo junto com escapismo, com referências a Wisteria, um gênero de plantas aquáticas com flores, e William Wordsworth, o poeta inglês do século 19 que é conhecido por suas obras românticas. Aaron Dessner, colaborador de Swift no Folklore, afirmou que a canção usa dicas da poesia grega trágica e parece estar "perdido em um belo jardim". A grande mídia supôs que o tema da música, a quem Swift se refere como "musa" e "amada", seria seu namorado e ator britânico Joe Alwyn. A letra "Cheguei longe demais para ver um nome caindo no desprezo, diga-me quais são meus versos de Wordsworth" é interpretada como uma referência sutil às suas disputas divulgadas com Kanye West e Scooter Braun.

## Recepção critica
A canção recebeu ampla aclamação da crítica. Hannah Mylrea da NME opinou que "The Lakes" é mais poética e romântica do que qualquer música na edição padrão do Folklore, e elogiou a música como "alusiva". Brittany Spanos da Rolling Stone escreveu que a canção canaliza a poesia da era romântica, retratando o amor incondicional "dentro de uma vida controversa e experiências dolorosas". Em concordância, Wren Graves, escrevendo para Consequence of Sound, também considerou a canção romântica, inspirada em "um dos grandes períodos da literatura inglesa". Tom Breihan, do Stereogum, chamou-a de uma canção de amor "suave e em pequena escala" sobre como evitar o olhar do público e "encontrar uma saída em algum enclave isolado". Gil Kaufman, da Billboard, achou "The Lakes" encantador e elogiou os poucos instrumentais, enquanto Josiah Hughes, de Exclaim! elogiou seu som indie "exuberante e elaboradamente produzido".Mike Wass do Idolator o classificou como um "hino sonhador". Elogiando a vulnerabilidade e honestidade de Swift, Sputnikmusic elogiou "The Lakes" como "um produto ideal de seu tempo", nomeando-a uma das melhores canções que Swift já escreveu, e afirmou-a como a faixa perfeita de encerramento do Folklore. Gary Dinges, do USA Today, considerou a canção uma "serenata", imitando uma versão agridoce da canção de 2017 de Swift "Call It What You Want". Também comparando com "Call It What You Want", Emily Tannenbaum da Glamour definiu a canção como uma carta de amor melancólica, e destacou a natureza "macabra" de suas composições.

## Desempenho comercial
Após o lançamento em plataformas digitais, "The Lakes" imediatamente alcançou o número um no iTunes dos Estados Unidos. Depois de apenas três dias de lançamento, a canção estreou no número cinco na Billboard Digital Song Sales, e em 18 na Billboard Bubbling Under the Hot 100.

## Créditos e pessoal
Créditos adaptados das notas do encarte do álbum.
- Taylor Swift - vocal, compositor, produtor
- Jack Antonoff - produtor, compositor, engenheiro de gravação, bateria ao vivo, percussão ao vivo, programação de bateria, guitarra elétrica, teclado, piano, vocais de fundo
- Evan Smith - saxofone, clarinete, flauta, teclados, baixo
- Bobby Hawk - cordas
- Mike Williams - engenheiro de gravação
- John Gautier - engenheiro de gravação
- Jonathan Low - engenheiro de mixagem
- Laura Sisk - engenheira vocal
- Randy Merrill - engenheiro de masterização

## Desempenho nas tabelas musicais
| Tabela musical (2020)                                 | Melhor posição |
| ----------------------------------------------------- | -------------- |
| Escócia (The Official Charts Company)                 | 21             |
| Estados Unidos (Billboard Bubbling Under the Hot 100) | 18             |
| Estados Unidos Billboard Digital Song Sales           | 2              |
| Hungria (MAHASZ)                                      | 28             |

## Históricos de lançamentos
| Região | Data                 | Formato(s)                 | Gravadora | Ref.  |
| ------ | -------------------- | -------------------------- | --------- | ----- |
| Várias | 18 de agosto de 2020 | Download digital streaming | Republic  | [ 1 ] |